# Länder Tschechiens

Länder und Bezirke des heutigen Tschechien, 1893

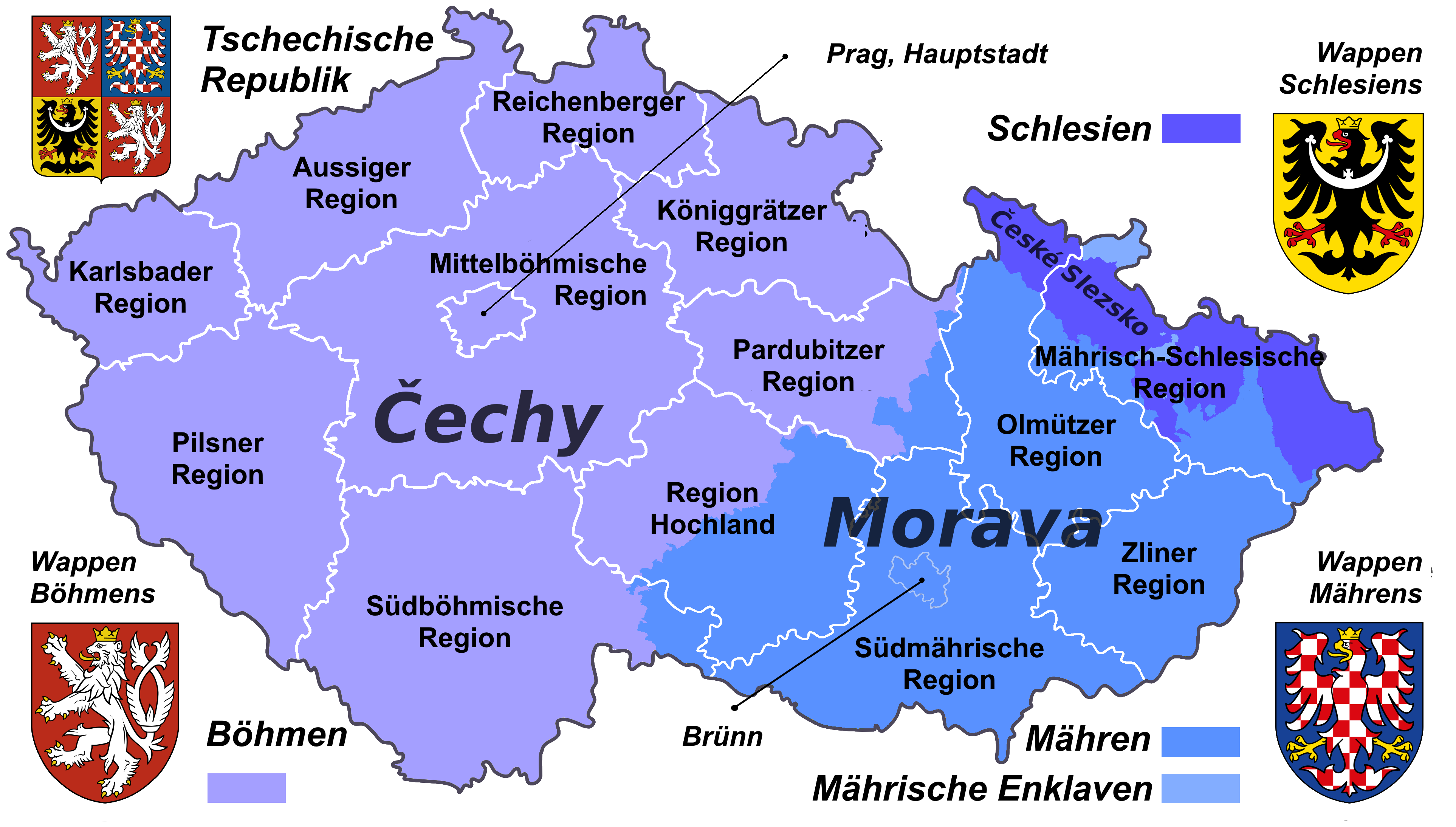
Historische böhmische Länder im Vergleich zu den heutigen Verwaltungsregionen.

Die historischen Länder des heutigen Tschechiens sind:
- Böhmen
- Mähren
- Schlesien (1742–1918 Österreichisch Schlesien, nach 1918 manchmal Mährisch Schlesien genannt).

Im historischen Sinn spricht man auch von den Ländern der böhmischen Krone (auch Wenzelskrone).
Mähren war nach dem Zerfall des Großmährischen Reiches ein Streitobjekt zwischen Böhmen, Ungarn und Polen. Erst 1021 konnte es endgültig mit Böhmen vereinigt werden und wurde 1182 als Markgrafschaft eingerichtet. Es wurde immer wieder als Lehen für jüngere Prinzen des böhmischen Königshauses verwendet. Zwischen 1349 und 1411 bildete sich sogar eine mährische Nebenlinie der Luxemburger aus.
Schlesien wurde ursprünglich von der polnischen Dynastie der Piasten beherrscht, die sich im Lauf des 12. und 13. Jahrhunderts in immer kleinere Fürstentümer aufzusplittern begann. Zwischen 1327 und 1343 traten diese Fürstentümer unter böhmische Oberhoheit. Erst 1372 verzichtete der König von Polen auf seine Ansprüche auf Schlesien. In den nächsten zwei Jahrhunderten starben die schlesischen Piastenherrscher nacheinander aus, die letzten allerdings erst 1675. 1742 ging der größte Teil Schlesiens im Österreichischen Erbfolgekrieg an Preußen verloren.
Im 14. Jahrhundert kamen zusammen mit Schlesien auch die beiden Länder der Lausitz an Böhmen, wurden jedoch während des Dreißigjährigen Krieges an Sachsen verpfändet.